# Brock Hall
 (juillet 2025).
Cet article possède un paronyme, voir Brockhall.
Brock Hall est une census-designated place située dans le comté du Prince George, dans l’État du Maryland, aux États-Unis. Lors du recensement de 2020, elle comptait 13 181 habitants.